# Metalogika
Metalogika – dział logiki matematycznej powiązany z metamatematyką, badający różne systemy logiczne jako teorie formalne (dedukcyjne). Wynikami metalogiki są takie twierdzenia jak np. niesprzeczność danej logiki.